# فراموش نشدنی (فیلم ۱۹۹۶)
فراموش نشدنی (به انگلیسی: Unforgettable) یک فیلم علمی تخیلی و دلهره‌آور آمریکایی محصول سال ۱۹۹۶ به کارگردانی جان دال با بازی ری لیوتا و لیندا فیورنتینو است. این فیلم در مورد مردی به نام دیوید کرین (با بازی ری لیوتا) است که وسواس زیادی دارد تا بفهمد چه کسی همسرش را به قتل رسانده‌است.
این فیلم ادامه فیلم تحسین‌شده جان دال در سال ۱۹۹۴، «آخرین اغواگری» محسوب می‌شود ولی یک شکست از نگاه منتقدان و باکس آفیس بود و تنها کمتر از ۳ میلیون دلار در ایالات متحده فروش کسب کرد.
این فیلم نقدهای منفی منتقدان را دریافت کرد. امتیاز ۲۱ درصدی در راتن تومیتوز، بر اساس ۲۸ بررسی، با میانگین امتیاز ۴٫۴ از ۱۰ است.